# パライバ州

パライバ州
Estado da Paraíba

パライバ州（パライバしゅう、Estado da Paraíba [paɾaˈibɐ] ( 音声ファイル)）は、ブラジル北東部の州。人口397万4687人（2022年）、州都はジョアン・ペソア。略称は「PB」

## 隣接州
- リオグランデ・ド・ノルテ州
- ペルナンブーコ州
- セアラー州

## 主な都市
- ジョアンペソア
- カンピナグランデ
- アララ

## 産業
トルマリンなどの鉱物を産するパライバ鉱山を有する。1989年、ここで特異なネオンブルーを呈する宝石質のトルマリン（パライバトルマリン）が発見された。その鮮烈な色合いから宝石業界の話題を集め、人気となったが、2000年代初頭には枯渇したとも、もともと発見からわずか1年しか産出しなかったともいわれている。